# Siberische Trappen

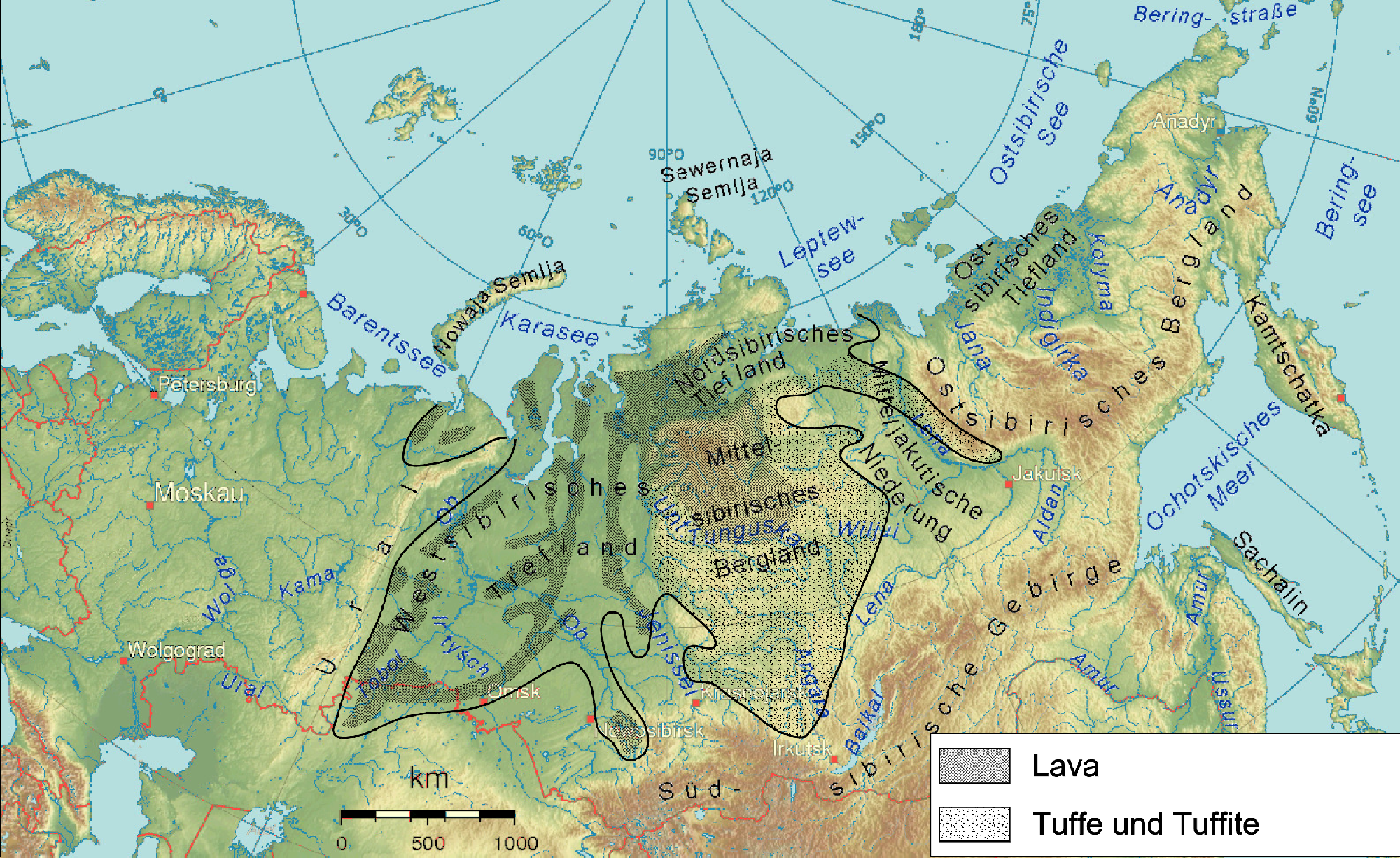
Omvang van de lavastromen en afzetting van tufsteen (Duits)

De Siberische Trappen (Russisch: Сибирские траппы; Sibirskie trappi) vormen een vulkanische vlakte, een zogeheten large igneous province op het oostelijk deel van het Siberisch platform. De enorme uitbarstingen die de vlakte gevormd hebben, markeren de overgang van het geologische tijdvak Perm naar Trias. Er is geen duidelijk bewijs voor gevonden dat de bijzonder heftige vulkanische activiteit (de grootste bekende vulkanische uitbarstingen van de laatste 500 miljoen jaar van de geologische geschiedenis van de Aarde) de Perm-Trias-massa-extinctie heeft veroorzaakt of heeft helpen veroorzaken, maar het overeenkomen in de tijd van beide fenomenen zou hier wel op kunnen wijzen. Gigantische volumes basaltische lava gleden over een grote oppervlakte van Siberië in een basaltvloed. Schattingen geven aan dat oorspronkelijk 7 miljoen km² bedekt was. Door 250 miljoen jaar erosie is daar heden ten dage nog ongeveer 2 miljoen km² van over. Het oorspronkelijke lavavolume wordt geschat op 1 tot 4 miljoen km³ (VEI=8). Het gebied dat werd bedekt ligt tussen 50°NB en 75°NB en van 60°OL tot 120°OL.
Gedacht wordt dat de bron van de Siberische-Trappenbasalt een mantelpluim moet zijn geweest die invloed had op de basis van de korst en het Siberisch Kraton doorsneed. Helium-isotopengeologie uit het basalt lijkt de pluimoorzaak te ondersteunen. Het wetenschappelijk debat hierover is echter nog steeds gaande.

## Siberische Trappen en nikkel
Aangenomen wordt dat de Siberische Trappen uitgebarsten zijn via een opening bij Norilsk in Noord-Siberië en dat de gigantische Norilsk-Talnach-nikkel-koper-palladiumafzetting van de alkalische vlakte Majmetsja-Kotoejskaja ten oosten van Norilsk werd gevormd in de magmakanalen die het uitbarstingscentrum vormden. Hierin bevinden zich alkalische gesteenten als meimechiet (dat zijn naam dankt aan dit gebied), kimberliet, picriet, carbonatiet, melilitolieten en andere zeldzame alkalirijke stollingsgesteenten. Onderdeel van de alkalische vlakte Majmetsja-Kotoejskaja is het Poetoranagebergte (of Poetoranaplateau).